# 索利尼亚克
索利尼亚克（法語：Solignac，法語發音：[sɔliɲak]）是法国新阿基坦大区上维埃纳省的一个市镇，位于该省南部，属于利摩日区，也是利摩日城市公共社区的一部分。

## 地理
索利尼亚克（45°45'19"N, 1°16'30"E）面积16.54 平方千米，位于法国新阿基坦大区上维埃纳省，该省份为法国中西部省份，北起顺时针与安德尔省、克勒兹省、科雷兹省、多爾多涅省、夏朗德省和维埃纳省接壤。
与索利尼亚克接壤的市镇（或旧市镇、城区）包括：维埃纳河畔孔达、茹尔尼亚克、利摩日、勒维让。

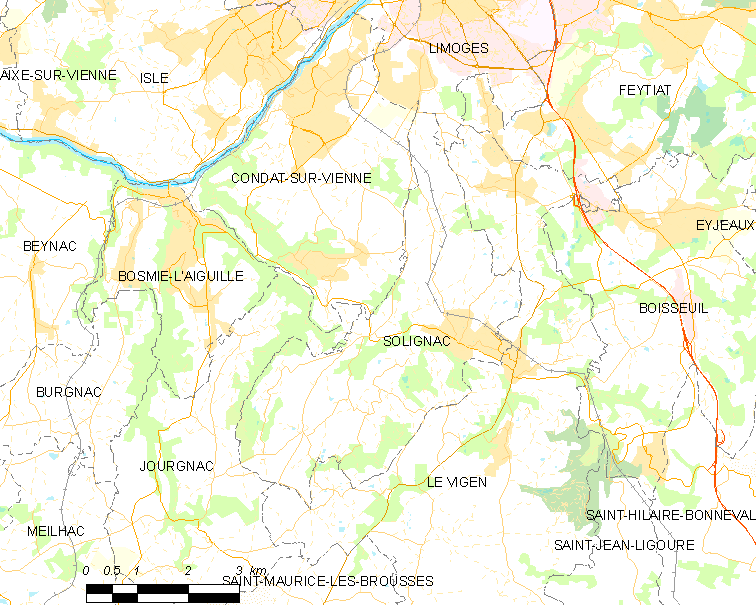
索利尼亚克的OSM定位图

索利尼亚克的时区为UTC+01:00、UTC+02:00（夏令时）。

## 行政
索利尼亚克的邮政编码为87110，INSEE市镇编码为87192。

## 政治
索利尼亚克所属的省级选区为维埃纳河畔孔达县。

## 人口

1962-2008年间索利尼亚克人口变化图示

索利尼亚克于2022年1月1日时的人口数量为1561人。